# پگو (اسپانیا)

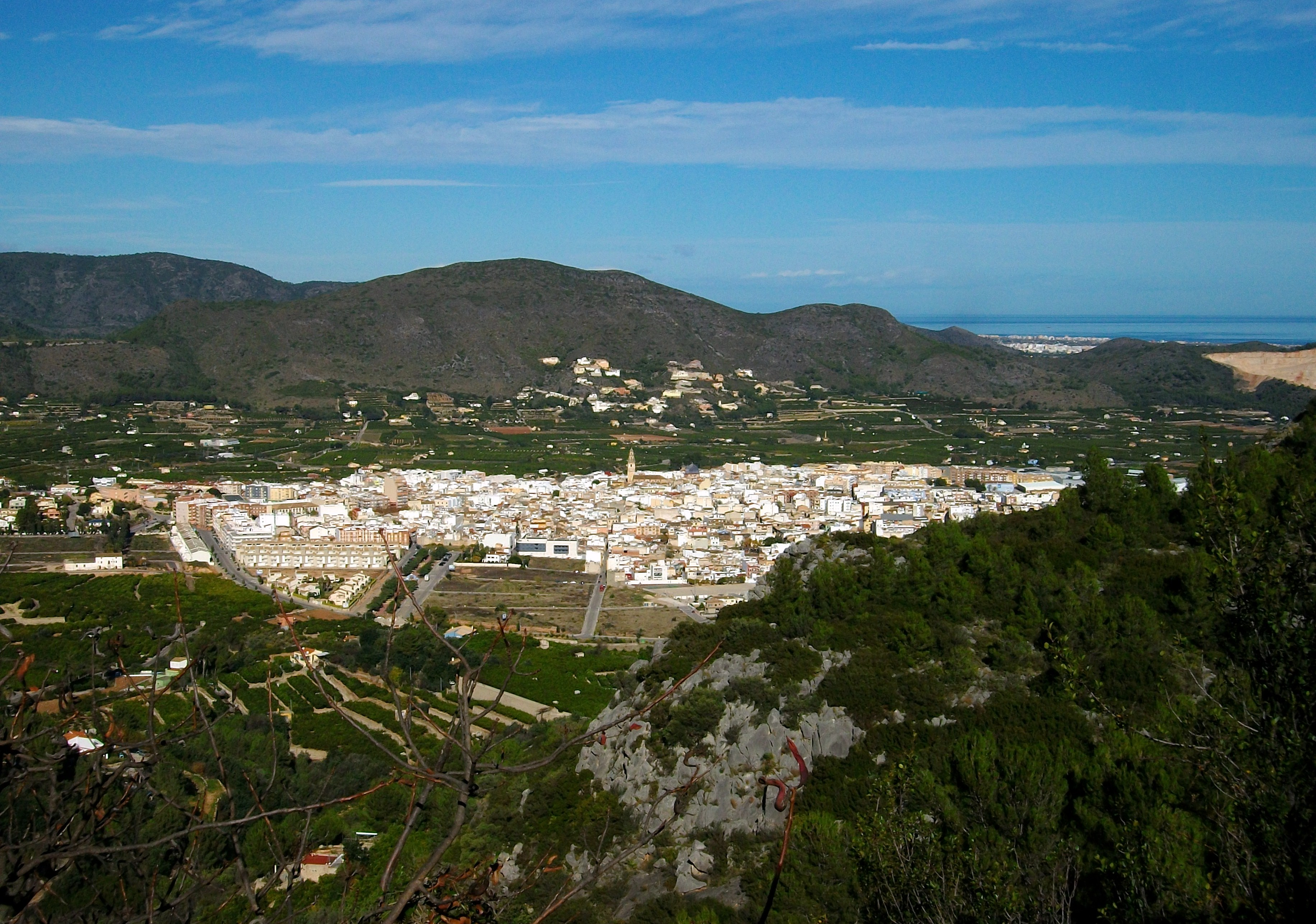
نمایی از دهستان پگو در استان آلیکانتهٔ اسپانیا – ۲۰۱۰

پگو دهستانی در استان آلیکانتهٔ اسپانیا است.
در این دهستان ۱۰٬۷۲۱ نفر زندگی می‌کنند. مساحت این دهستان ۵۳٫۲۰ کیلومتر مربع است.
در ناحیه شهرداری پگو بقایای باستان‌شناسی فراوانی وجود دارد که ثابت می‌کند، از زمان‌های قدیم، انسان در این دره کوهی که از فراوانی آب و مجاورت آن با دریای مدیترانه بهره می‌برد، ساکن بوده است. در آمبرا بقایای سفال های تزئین شده دوران نوسنگی مربوط به 4000 تا 2000 قبل از میلاد کشف شده است. https://www.acb.immo/en/costa-blanca/pego